# 타카하시 미카코
타카하시 미카코(高橋 美佳子 다카하시 미카코[*], 1980년 5월 29일 ~ )는 일본의 성우이다. 소속사는 아임 엔터프라이즈이다.

## 내력
- 여자아이, 소녀 역을 비롯해 소년역까지 다양한 폭의 연기를 소화해 내는 성우이다.
- 인터넷 라디오 업계에서는 이례적으로, 10년이 넘게 진행 중인 라디오 미카코@파요파요의 퍼스널리티이다. 참고로 그 라디오는 스폰서도 존재하지 않아 라디오 중간중간에 CM이 없다.
- 그 자신의 라디오에 게스트를 직접 연락하여 섭외할 만큼 업계에서의 대인관계가 좋으며, 동료 성우들과 자주 외출하고는 한다.
- 위의 파요파요를 비롯해 수많은 라디오 프로그램을 맡아왔으며, 라디오 업계에서는 정평이 나있는 성우이다.

## 출연작

### TV 애니메이션
1998년
- 우주해적 미토의 대모험 (작은 콩)

2000년
- 핸드 메이드 메이 (타니 카스미)

2001년
- 테니스의 왕자 (류자키 사쿠노)

2004년
- 폭렬천사 (에이미)
- 마법소녀 리리컬 나노하 (크로노 하라오운)
- 마리아님이 보고계셔 (타누마 치사토)

2005년
- 마법소녀 리리컬 나노하 A'S (크로노 하라오운)
- Canvas2~무지개 빛의 스케치~ (후지나미 토모코)
- 엘르멘탈 제라드 (렌, 레베리 메저런스)
- 슈퍼로봇대전 오리지날 제네레이션  (쿠스하 미즈하)
- 허니와 클로버 (야마다 아유미)

2006년
- 여고생 GIRL'S HIGH(사이온지 마리)
- 한글이 야호(다수(유승화))
- 은혼 (사다하루,데라카도 츠우)
- 마모루에게 여신의 축복을 (타카스 아야코)
- 슈퍼로봇대전 OG ~디바인워즈~ (쿠스하 미즈하)

2007년
- 마법소녀 리리컬 나노하 StrikerS (카로 르 루시에)
- 렌탈 마법사 (아디리시아 렌 메이져스)
- 아이돌마스터 XENOGLOSSIA (스즈키 소레와)
- 소녀왕국 표류기 (마치)

2008년
- To LOVE -트러블- (사이렌지 아키호)
- 동방 프로젝트-몽상하향 (파츄리 노우렛지)
- 달려라! 도라라 (반바니)

2009년
- 강각의 레기오스 (리린 마페스)
- 샹그리라 (호조 구니코)
- 카나메모 (마리모 언니)
- 성검의 블랙스미스 (페넬로페)
- 우주를 달리는 소녀 (마도카)
- 철완버디 DECODE:02 (치카와 하즈미)
- 마리아님이 보고 계셔 4th season (타누마 치사토)

2010년
- 일기당천 XTREME XECUTOR (전위, 육손 백언)
- 오오카미 씨와 일곱 명의 동료들 (지조 아미)
- 슈퍼로봇대전 OG 디인스펙터 (쿠스하 미즈하)
- 전설의 용자의 전설 (노아 엔)
- 좀더 To LOVE -트러블- (사이렌지 아키호)

2011년
- 꿈을 먹는 메리 (몽마 세리오, 고양이 간호사 A)
- 은혼' (사다하루, 이보하루, 테라카도 츠우)
- 성흔의 퀘이사II (芝恵美)
- 도그 데이즈 (레베카 언더슨(렛키)))
- 비탄의 아리아 (호토기 시라유키)
- 치비데비! (라이)

2012년
- 도그 데이즈' (레베카 언더슨)
- 걸즈&판처 (코야마 유즈)

2014년
- D-Frag! (미즈카미 사쿠라)

### 극장판 애니메이션
2017년
- 걸즈 앤 판처 최종장 제1화 (코야마 유즈)

2018년
- 피스메이커 쿠로가네 ~우명~
- 피스메이커 쿠로가네 ~상도~

2019년
- 걸즈 앤 판처 최종장 제2화 (코야마 유즈)
- 걸즈 앤 판처 최종장 4DX (코야마 유즈)

### OVA
2004년
- 건담 이글루 - 1년 전쟁비록(진 자비에르)

2005년
- 슈퍼로봇대전 OVA(쿠스하 미즈하)

2006년
- 반쪽 달이 떠오르는 하늘(아키바 리카)
- 오늘의 5학년 2반(아사노 유키)
- 원반황녀 왈큐레 시간과 꿈과 은하의 연회(엠블러)

### 웹 애니메이션
2007년
- 휴대전화소녀(토모세 사요)

### 게임
2000년
- 슈퍼로봇대전 알파(쿠스하 미즈하)

2002년
- 스타크래프트(의무관)

2003년
- 제2차 슈퍼로봇대전 알파(쿠스하 미즈하)

2004년
- 추억으로 변하는 너-메모리즈 오프(키타하라 나유타)

2005년
- DUEL SAVIOR DESTINY(베리오 트롭, 블랙 파피용)
- 제3차 슈퍼로봇대전 알파(쿠스하 미즈하)

2006년
- Canvas2~무지개 빛의 스케치~ (후지나미 토모코)

2007년
- 슈퍼로봇대전 OGs(쿠스하 미즈하)

2008년
- 슈퍼로봇대전 OGs 외전(쿠스하 미즈하)

2012년
- 제2차 슈퍼로봇대전 OG(쿠스하 미즈하)

### 라디오
- 타카하시 미카코의 라디오 파요 (KBS)
- 리카코와 미카코의 구치라지 (라디오 오사카)
- 미카코의 파요파요 (라디오 오사카)
- 미카코의 비난 Go!Go! (라디오 오사카)
- 미카코@파요파요 (인터넷 라디오, 2001년 4월 - )
- 타카하시 미카코의 moonlight café (인터넷 라디오, 2006년 3월 - 4월)
- 여기는 오더 코핀 컴패니 - 우에다 카나와 공동진행. (인터넷 라디오, 2006년 5월 - 12월)
- Simoun~전파 de 리마죤~ - 타카하시 리에코와 공동진행. (인터넷 라디오, 2006년 7월 - 2007년 1월)
- 마모루군에게 넷라디오의 축복을! (인터넷 라디오, 2006년 10월 - 2007년 3월)
- 웰베르 이야기 ~라디오의 장~ (인터넷 라디오, 2007년 4월 - 10월)
- 들어버려 아이란도(藍蘭島) 카이류신사 방송국 - 치바 사에코와 공동진행. (인터넷 라디오, 2007년 9월 - 2008년 6월)
- 나가시마지엔오츠·미카코의 오츠오츠☆라디오츠 - 나가시마 지엔오츠 유이치로와 공동진행. (인터넷 라디오, 2009년 8월 18일 - )
- 라디오 아니메로믹스 라디오StrikerS (분카방송, 2009년 10월 10일 - )